# Ciclisme als Jocs Olímpics d'estiu de 1924 - Contrarellotge individual
La contrarellotge individual masculina fou una de les dues proves del programa olímpic en carretera dels Jocs Olímpics de París de 1924. Els resultats de la prova individual foren sumats per donar el resultat de la classificació per equips. La cursa es va disputar el dia 23 de juliol de 1924, amb la presència de 71 ciclistes procedents de 22 nacions, i un recorregut de 188 km.

## Medallistes
| Or                       | Plata                  | Bronze           |
| Armand Blanchonnet (FRA) | Henri Hoevenaers (BEL) | René Hamel (FRA) |

## Resultats
| Pos. | Ciclista             | País           | Temps      |
| ---- | -------------------- | -------------- | ---------- |
| 1    | Armand Blanchonnet   | França         | 6h 20' 48" |
| 2    | Henri Hoevenaers     | Bèlgica        | 6h 30' 27" |
| 3    | René Hamel           | França         | 6h 30' 51" |
| 4    | Gunnar Sköld         | Suècia         | 6h 33' 36" |
| 5    | Albert Blattmann     | Suïssa         | 6h 34' 09" |
| 6    | Alphonse Parfondry   | Bèlgica        | 6h 35' 57" |
| 7    | Erik Bohlin          | Suècia         | 6h 36' 12" |
| 8    | Georges Wambst       | França         | 6h 38' 34" |
| 9    | André Leducq         | França         | 6h 39' 16" |
| 10   | Jean van den Bosch   | Bèlgica        | 6h 40' 31" |
| 11   | Henry Kaltenbrunn    | Sud-àfrica     | 6h 41' 34" |
| 12   | Ardito Bresciani     | Itàlia         | 6h 41' 39" |
| 13   | Cor Heeren           | Països Baixos  | 6h 41' 50" |
| 14   | Otto Lehner          | Suïssa         | 6h 43' 39" |
| 15   | Antonio Negrini      | Itàlia         | 6h 48' 09" |
| 16   | Fernand Saivé        | Bèlgica        | 6h 48' 46" |
| 17   | Ragnar Malm          | Suècia         | 6h 49' 53" |
| 18   | Nello Ciaccheri      | Itàlia         | 6h 50' 10" |
| 19   | Jan Maas             | Països Baixos  | 6h 51' 05" |
| 20   | Luigi Magnotti       | Itàlia         | 6h 53' 25" |
| 21   | Georg Antenen        | Suïssa         | 6h 53' 27" |
| 22   | Andy Wilson          | Regne Unit     | 6h 53' 52" |
| 23   | Eric Pilcher         | Regne Unit     | 6h 54' 02" |
| 24   | Dave Marsh           | Regne Unit     | 6h 56' 52" |
| 25   | Georges Schiltz      | Luxemburg      | 7h 00' 34" |
| 26   | Philippus Innemee    | Països Baixos  | 7h 04' 32" |
| 27   | Nic Rausch           | Luxemburg      | 7h 04' 46" |
| 28   | Fritz Bossi          | Suïssa         | 7h 05' 43" |
| 29   | Martinus Vlietman    | Països Baixos  | 7h 07' 32" |
| 30   | Cosme Saavedra       | Argentina      | 7h 09' 16" |
| 31   | Luis de Meyer        | Argentina      | 7h 14' 10" |
| 32   | Antonín Perič        | Txecoslovàquia | 7h 14' 47" |
| 33   | John Boulicault      | Estats Units   | 7h 15' 51" |
| 34   | Samuel Hunter        | Regne Unit     | 7h 16' 35" |
| 35   | Ðuro Ðukanović       | Iugoslàvia     | 7h 17' 23" |
| 36   | Sidney Ramsden       | Austràlia      | 7h 18' 23" |
| 37   | Josip Kosmatin       | Iugoslàvia     | 7h 18' 24" |
| 38   | Ahrensborg Claussen  | Dinamarca      | 7h 19' 16" |
| 39   | Louis Pesch          | Luxemburg      | 7h 19' 51" |
| 40   | Karel Červenka       | Txecoslovàquia | 7h 20' 20" |
| 41   | Koloman Sović        | Iugoslàvia     | 7h 21' 35" |
| 42   | Jean-Pierre Kuhn     | Luxemburg      | 7h 22' 12" |
| 43   | José Zampicchiatti   | Argentina      | 7h 24' 17" |
| 44   | Antonín Charvát      | Txecoslovàquia | 7h 26' 09" |
| 45   | Ignatius Gronkowski  | Estats Units   | 7h 34' 41" |
| 46   | Mohamed Madkour      | Egipte         | 7h 35' 38" |
| 47   | Ilmari Voudelin      | Finlàndia      | 7h 41' 03" |
| 48   | Oswald Miller        | Polònia        | 7h 46' 56" |
| 49   | Gustav Hentschel     | Estats Units   | 7h 52' 59" |
| 50   | Milan Truban         | Iugoslàvia     | 7h 53' 40" |
| 51   | Mihály Rusovszky     | Hongria        | 7h 57' 49" |
| 52   | Erik Frank           | Finlàndia      | 8h 04' 53" |
| 53   | Georgi Abadzhiev     | Bulgària       | 8h 08' 35" |
| 54   | Joe Laporte          | Canadà         | 8h 11' 22" |
| 55   | Feliks Kostrzębski   | Polònia        | 8h 14' 53" |
| 56   | Toivo Hörkkö         | Finlàndia      | 8h 18' 00" |
| 57   | Mikhail Klaynerov    | Bulgària       | 8h 23' 18" |
| 58   | Victor Hopkins       | Estats Units   | 8h 29' 02" |
| 59   | Kazimierz Krzemiński | Polònia        | 8h 40' 18" |
| 60   | Ferenc Steiner       | Hongria        | 8h 42' 14" |
| R    | Juozas Vilpišauskas  | Lituània       | Abandona   |
| R    | Anton Collin         | Finlàndia      | Abandona   |
| R    | Erik Andersen        | Dinamarca      | Abandona   |
| R    | Mikhail Georgiev     | Bulgària       | Abandona   |
| R    | Isakas Anolikas      | Lituània       | Abandona   |
| R    | František Kundert    | Txecoslovàquia | Abandona   |
| R    | Julio Polet          | Argentina      | Abandona   |
| R    | Erik Bjurberg        | Suècia         | Abandona   |
| R    | Atanas Atanasov      | Bulgària       | Abandona   |
| R    | Wiktor Hoechsmann    | Polònia        | Abandona   |
| R    | Ahmed Salem Hassan   | Egipte         | Abandona   |